# Марийский Усть-Маш
Марийский Усть-Маш (мар. Марий Усть-Маш) — деревня в Красноуфимском округе Свердловской области. Входит в состав Усть-Машского сельского совета.

## География
Населённый пункт расположен на правом берегу реки Усть-Машка в 33 километрах на юго-юго-восток от административного центра округа — города Красноуфимск.

### Часовой пояс
Марийский Усть-Маш как и вся Свердловская область, находится в часовой зоне МСК+2. Смещение применяемого времени относительно UTC составляет +5:00.

## Население
| 2002 | 2010 | 2021 |
| ---- | ---- | ---- |
| 272  | ↘211 | ↘199 |

## Улицы
Деревня разделена на четыре улицы: Заречная, Подъельничная, Садовая, Центральная.